# Молодіжна збірна Португалії з футболу
Молодіжна збірна Португалії з футболу (порт. Seleção Portuguesa de Futebol Sub-21) — національна футбольна збірна Португалії гравців віком до 21 року (U-21), яка підпорядкована Португальській футбольній федерації.

## Збірна до 23 років (1972—1976)
Молодіжна збірна Португалії у віці 23 років (виступали 1972—1976), грала в п'ятій групі чемпіонату 1972 року, шостій групі чемпіонату 1974 року та першій групі чемпіонату 1976 року.

## Виступи начемпіонатах Європидо 21 року
| Рік       | Раунд                   | Місце                   | І                       | В                       | Н                       | П                       | МЗ                      | МП                      | Різ                     |
| --------- | ----------------------- | ----------------------- | ----------------------- | ----------------------- | ----------------------- | ----------------------- | ----------------------- | ----------------------- | ----------------------- |
| 1978—1980 | Не пройшла кваліфікацію | Не пройшла кваліфікацію | Не пройшла кваліфікацію | Не пройшла кваліфікацію | Не пройшла кваліфікацію | Не пройшла кваліфікацію | Не пройшла кваліфікацію | Не пройшла кваліфікацію | Не пройшла кваліфікацію |
| 1982      | Не брала участі         | Не брала участі         | Не брала участі         | Не брала участі         | Не брала участі         | Не брала участі         | Не брала участі         | Не брала участі         | Не брала участі         |
| 1984—1992 | Не пройшла кваліфікацію | Не пройшла кваліфікацію | Не пройшла кваліфікацію | Не пройшла кваліфікацію | Не пройшла кваліфікацію | Не пройшла кваліфікацію | Не пройшла кваліфікацію | Не пройшла кваліфікацію | Не пройшла кваліфікацію |
| 1994      | 2 місце                 | 2-ге                    | 4                       | 3                       | 0                       | 1                       | 7                       | 2                       | + 5                     |
| 1996      | Чвертьфінал             | 7-ме                    | 2                       | 1                       | 0                       | 1                       | 1                       | 2                       | - 1                     |
| 1998—2000 | Не пройшла кваліфікацію | Не пройшла кваліфікацію | Не пройшла кваліфікацію | Не пройшла кваліфікацію | Не пройшла кваліфікацію | Не пройшла кваліфікацію | Не пройшла кваліфікацію | Не пройшла кваліфікацію | Не пройшла кваліфікацію |
| 2002      | Груповий етап           | 5-те                    | 3                       | 1                       | 1                       | 1                       | 4                       | 4                       | 0                       |
| 2004      | 3-є місце               | 3-є                     | 5                       | 2                       | 1                       | 2                       | 9                       | 11                      | -2                      |
| 2006      | Груповий етап           | 6-те                    | 3                       | 1                       | 0                       | 2                       | 1                       | 3                       | -2                      |
| 2007      | Олімпійський плей-оф    | 6-те                    | 4                       | 1                       | 2                       | 1                       | 5                       | 2                       | +3                      |
| 2009—2013 | Не пройшла кваліфікацію | Не пройшла кваліфікацію | Не пройшла кваліфікацію | Не пройшла кваліфікацію | Не пройшла кваліфікацію | Не пройшла кваліфікацію | Не пройшла кваліфікацію | Не пройшла кваліфікацію | Не пройшла кваліфікацію |
| 2015      | 2 місце                 | 2-ге                    | 5                       | 2                       | 3                       | 1                       | 7                       | 1                       | +6                      |
| 2017      | Груповий етап           | 6-те                    | 3                       | 2                       | 0                       | 1                       | 7                       | 5                       | +2                      |
| 2019      | Не пройшла кваліфікацію | Не пройшла кваліфікацію | Не пройшла кваліфікацію | Не пройшла кваліфікацію | Не пройшла кваліфікацію | Не пройшла кваліфікацію | Не пройшла кваліфікацію | Не пройшла кваліфікацію | Не пройшла кваліфікацію |
| 2021      | 2 місце                 | 2-ге                    | 6                       | 5                       | 0                       | 1                       | 12                      | 4                       | +8                      |
| 2023      | Чвертьфінал             | 7-ме                    | 4                       | 1                       | 1                       | 2                       | 3                       | 5                       | - 2                     |
| 2025      | Чвертьфінал             | 5-те                    | 4                       | 2                       | 1                       | 1                       | 9                       | 1                       | + 8                     |
| Разом     | 0 титулів               | 0/11                    | 43                      | 21                      | 9                       | 14                      | 65                      | 40                      | +25                     |

## Досягнення
- Молодіжний чемпіонат світу:
  -  Чемпіон (2): 1989, 1991
  -  Віце-чемпіон (1): 2011
  -  3-тє місце (1): 1995

- Молодіжний чемпіонат Європи:
  -  Віце-чемпіон (3): 1994, 2015, 2021
  -  3-тє місце (1): 2004

## Форма

### Домашня
| 2014 — 2015 |

### Гостьова
| 2014 — 2015 |